# Tetrapterys goudotiana
Tetrapterys goudotiana är en tvåhjärtbladig växtart som beskrevs av José Jéronimo Triana och Planch.. Tetrapterys goudotiana ingår i släktet Tetrapterys och familjen Malpighiaceae. Inga underarter finns listade i Catalogue of Life.